# Лига левых писателей Китая

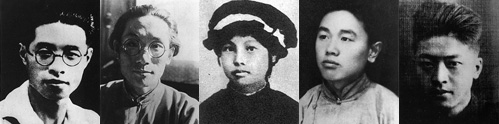
«Пять мучеников Левой лиги», слева направо: Ху Епинь, Жоу Ши, Фэн Кэн, Инь Фу, Ли Вэйсэнь.

Лига левых писателей (кит. трад. 中國左翼作家聯盟, пиньинь Zhōngguó Zuǒyì Zuòjiā Liánméng, палл. Чжунго цзои цзоцзя ляньмэн), или Левая лига — организация китайских литераторов марксистских и леволиберальных взглядов, секция Международного объединения революционных писателей (МОРП).
Основана 2 марта 1930 года в Шанхае основоположником современной китайской литературы Лу Синем и деятелем Коммунистической партии Китая Цюй Цюбо. В неё входило свыше 50 человек, в том числе наиболее активных и влиятельных литераторов и литературоведов Китая того периода (Мао Дунь, Инь Фу, Го Можо, Дин Лин, Тянь Хань, Тянь Цзянь, А Ин, Цзян Гуанцы, Чжоу Либо, Эми Сяо, Чжоу Ян, Фэн Сюэфэн, Ша Тин, Ай У, Ся Янь, философ Ду Госян).
Лига левых писателей действовала в обстановке репрессий и террора со стороны гоминьдановского режима. 7 февраля 1931 года Лига потеряла пять своих членов: в полицейском участке Лунхуа в Шанхае были расстреляны Ху Епинь, Инь Фу, Жоу Ши, Ли Вэйсэнь, Фэн Кэн, впоследствии известные как «Пять павших патриотов» (左联五烈士). В тот же день там были казнены ещё 18 коммунистов, в том числе беременная женщина.
Издавала легальные и полулегальные журналы («Цянынао», «Вэньсюэ Юэбао», «Бэйдоу» и другие). Подчёркивая политическое значение литературы, предвосхитила основные постулаты будущей Янъаньской речи Мао Цзэдуна по вопросам литературы и искусства, а также полемизировала с концепцией «искусство ради искусства» другой литературной ассоциации Китая — Общества полумесяца. Лига вела борьбу с буржуазными теориями художественного творчества, которые пропагандировались крайне националистическим и консервативным «Движением за национальную литературу Китая», а затем адептами «среднего пути» в искусстве — так называемой «третьей литературы» Ху Цюанем и Су Вэнем.
Лига самораспустилась в 1936 году, что было вызвано стечением нескольких факторов: прекращением деятельности МОРП в 1935 году, смертью Лу Синя и стремлением объединить авторов разных политических взглядов перед лицом быстро растущей угрозы японской агрессии. В 1938 году, после начала японского вторжения, большинство бывших членов Лиги вошли во Всекитайскую ассоциацию работников литературы и искусства по отпору врагу, возглавил Лао Шэ. Печатным органом организации стал журнал «Канчжань вэньи» («Литература и искусство войны сопротивления»). В 1945 году организацию переименовали во Всекитайскую ассоциацию работников литературы и искусств.